# Monomorphina
Monomorphina ist eine Algen-Gattung aus der Ordnung der Euglenida.

## Beschreibung
Monomorphina lebt als einzellige, begeißelte Alge, die in Seitenansicht tropfenförmig gestaltet ist, und einen auffälligen, hyalinen (durchscheinenden) Endstachel aufweist. Die Zellen erreichen eine Länge von 20 bis 60 µm und sind nicht oder nur wenig abgeflacht, dies ist in Apikalansicht oder bei Beobachtung einer schwimmenden, sich drehenden Zelle erkennbar. Die Geißel setzt im Reservoir an, in dessen Peripherie befindet sich eine kontraktile Vakuole und ein extraplastidiärer Augenfleck. Obwohl die Zelle von keiner Zellwand umgeben ist, ist sie fast starr, was auf die verstärkte Pellicula zurückzuführen ist. Die Streifen in der Pellicula sind helical angeordnet und im Lichtmikroskop sehr gut erkennbar, dar sie reliefartig erhöht sind. Die Zellen enthalten einige wenige randständige Chloroplasten und zwei, selten auch drei oder vier Platten aus Paramylon.
Die ungeschlechtliche Vermehrung erfolgt durch Zweiteilung; geschlechtliche Fortpflanzung ist nicht bekannt.

## Verbreitung
Monomorphina kann in allen Gewässertypen vorkommen, meist jedoch nur in geringer Anzahl.

## Arten
- Monomorphina aenigmatica (Drezepolski) Nudelman & Triemer
- Monomorphina arnoldi (Swirenko) Marin & Melkonian
- Monomorphina capito (Wehrle) Marin & Melkonian
- Monomorphina costata (Conrad) Marin & Melkonian
- Monomorphina filicauda (Conrad) Marin & Melkonian
- Monomorphina lepocincloides (Pochmann) Marin & Melkonian
- Monomorphina minuscula (Conrad) Marin & Melkonian
- Monomorphina pseudopyrum S.Komala, R.Milanowski, K.Brzoska, M.Pekala, J.Kwitowski & B.Zakrys
- Monomorphina pyriformis (Kufferath) Marin & Melkonian
- Monomorphina pyrum (Ehrenberg) Mereschkowsky (Schraubiger Herzflagellat), die Typusart
- Monomorphina reeuwykiana (Conrad) Marin & Melkonian
- Monomorphina trypanon (Pochmann) Marin & Melkonian
- Monomorphina turgidula (Pochmann) Marin & Melkonian